# Маккенні (Вірджинія)
Маккенні (англ. McKenney) — місто (англ. town) в США, в окрузі Динвідді штату Вірджинія. Населення — 457 осіб (2020).

## Географія
Маккенні розташоване за координатами 36°59′7″ пн. ш. 77°43′19″ зх. д. / 36.98528° пн. ш. 77.72194° зх. д. (36.985367, -77.721909).  За даними Бюро перепису населення США в 2010 році місто мало площу 2,40 км², уся площа — суходіл.

## Демографія
Згідно з переписом 2010 року, у місті мешкали 483 особи в 186 домогосподарствах у складі 121 родини. Густота населення становила 201 особа/км².  Було 215 помешкань (89/км²).
Расовий склад населення:
| - 60,9 % — білих - 35,6 % — чорних або афроамериканців - 0,2 % — азіатів |

До двох чи більше рас належало 3,1 %. Частка іспаномовних становила 1,4 % від усіх жителів.
За віковим діапазоном населення розподілялося таким чином: 24,8 % — особи молодші 18 років, 60,5 % — особи у віці 18—64 років, 14,7 % — особи у віці 65 років та старші. Медіана віку мешканця становила 42,1 року. На 100 осіб жіночої статі у місті припадало 90,9 чоловіків;  на 100 жінок у віці від 18 років та старших — 80,6 чоловіків також старших 18 років.
Середній дохід на одне домашнє господарство  становив 47 396 доларів США (медіана — 40 357), а середній дохід на одну сім'ю — 55 122 долари (медіана — 44 500). За межею бідності перебувало 21,6 % осіб, у тому числі 17,8 % дітей у віці до 18 років та 26,5 % осіб у віці 65 років та старших.
Цивільне працевлаштоване населення становило 120 осіб. Основні галузі зайнятості: освіта, охорона здоров'я та соціальна допомога — 35,8 %, будівництво — 18,3 %, публічна адміністрація — 11,7 %, транспорт — 7,5 %.